# Gunnar Karnell
Gunnar Karnell, född 11 maj 1934, är en svensk jurist och professor emeritus i rättsvetenskap vid Handelshögskolan i Stockholm.
Gunnar Karnell har innehaft två professurer vid Handelshögskolan i Stockholm, varav den ena bytt namn vid tre tillfällen. Han var professor i rättsvetenskap 1976-1987 och professor i rättsvetenskap med särskild inriktning mot intellectual property law 1987-1992. Han innehade Torsten och Ragnar Söderbergs professur i rättsvetenskap med särskild inriktning mot intellectual property law 1992-1993. Han var professor i rättsvetenskap med särskild inriktning mot intellectual property law 1993-1994 och professor i rättsvetenskap 1994-1999.